# Аманда Сомервілль
Аманда Сомервілль (англ. Amanda Somerville; нар. 7 березня 1979, штат Мічиган, США) — американська співачка, композиторка і репетиторка із вокалу, більш відома співпрацею з європейськими гуртами, такими як Avantasia, Epica, After Forever, Edguy, Kamelot, Mob Rules. Також вона є одним з авторів метал-опери Days of Rising Doom нідерландського гурту Aina.
Сомервілль часто порівняють із Торі Амос. Її перший альбом In the Beginning there was… нагадує Little Earthquakes Торі. Такий самий переповнений емоціями спів під акомпанемент фортепіано. Альбом Windows, який вийшов у 2008 році, і був перевиданий весною 2009, стилістично ближчий до поп-музики з елементами року.

## Біографія

### Особисте життя
Аманда народилася в м. Флюшинг, штат Мічиган, США. Закінчила середню школу на рік раніше і виграла стипендію на отримання вищої освіти в Мічиганський університет у Флінті, де вона спеціалізувалася в області психології.
У 1997 році вона вже професійно співала з різними гуртами Мічигану, а в 1999 році переїхала жити у Вольфсбург, Німеччина. В даний час переважно живе і працює в Німеччині і Нідерландах.
19 серпня 2013 року вона оголосила про весілля з колишнім гітаристом After Forever Сандера Гомманса, і пара одружилася 26 липня 2014 року. 

### Кар'єра співачки
У 2000 році Аманда випустила свій перший альбом The Beginning There Was, чим привернула увагу німецького продюсера Саші Пета, добре відомого в хеві-метал музиці, завдяки роботі з такими гуртами, як Kamelot, Angra і Rhapsody of Fire. Він запросив її взяти участь у проєкті Virgo як вокалістку.
З 2001 року Аманда розпочала працювати з After Forever, Epica і Avantasia.
У 2004 році вона взяла участь у записі DVD Epica як бек-вокалістка Сімони Сімонс, а в 2005 брала участь у записі альбому Consign To Oblivion.
У 2007 році Аманда брала участь у записі альбому Kamelot Ghost Opera, а також виступала на турі Avantasia.
У 2008 році вийшов її другий сольний альбом Windows. У тому ж році Аманда гастролювала з Epica під час американського турне гурту (вокалістка Сімона Сімонс заразилася золотистим стафілококом, і її тимчасово замінила Сомервілль).
У 2010 році Аманда спільно з Міхаелем Кіске (колишній вокаліст Helloween) випустила альбом, який так і називався Kiske/Somerville. В проєкті також узяли участь бас-гітарист Мет Сіннер (співпрацював з Sinner, Primal Fear) і клавішник Магнус Карлссон (працював з Starbreaker, Primal Fear).
В листопаді 2011 вийшов дебютний альбом Alloy нового проєкту Сомервілль — Trillium. У проєкті брали участь Саша Пет, Міро, Сандер Гомманс і Йорн Ланде.
У 2012 році Аманда заспівала дуетом з Гораном Едманом в пісні «Black Swans» на прогресивній космічний рок-опері Дугласа Р. Докера Docker's Guild в дебютному альбомі The Mystic Technocracy — Season 1: The Age of Ignorance.
У 2017 році почала роботу у гурті Exit Eden, у 2023 покинула гурт.

## Дискографія

### Сольні альбоми
- In the Beginning there was… (2000)
- Blue Nothing (EP, 2000)
- Never Alone (EP, 2003)
- Windows (2009)

### Aina
- Days of Rising Doom (2003)

### HDK
- System Overload (2008)

### Kiske/Somerville
- Kiske/Somerville (2010)

### Trillium
- Alloy (2011)

### Exit Eden
- Rhapsodies in Black (2017)

### Співпраця
Співпраця Сомервілль включає вокал, навчання, продюсування і диригування хором:
- After Forever — Invisible Circles (2004), Remagine (2005), After Forever (2007); вокальний керівник, вокал, продюсер
- Aina — Days of Rising Doom (2003); тексти, вокал: Голос Діви, Совість Оріани
- Андре Матос — Time to Be Free (2007), Mentalize (2009); вокаліст, редактор текстів
- Asrai — Touch in the Dark (2004): редактор текстів
- Avantasia — Lost in Space Part I (2007); Lost in Space Part II (2007); The Scarecrow (2008); The Wicked Symphony (2010); Angel of Babylon (2010); The Flying Opera (концертний альбом) (2011): вокаліст
- The Boyscout — Blood Red Rose (2011); вокаліст
- Docker's Guild — The Mystic Technocracy — Season 1: The Age of Ignorance (2012); вокаліст
- Edguy — Hellfire Club (2004), Rocket Ride (2006); вокаліст, редактор текстів
- Epica — The Phantom Agony (2003), We Will Take You With Us (2004), Consign to Oblivion (2005), The Road to Paradiso (2006), The Divine Conspiracy (2007), Design Your Universe (2009), Requiem for the Indifferent (2012); вокаліст, автор текстів, продюсер
- HDK — System Overload (2008); вокаліст, автор текстів, продюсер
- Kamelot — The Black Halo (2005), Ghost Opera (2007), Poetry For The Poisoned (2010); вокаліст, редактор текстів
- Luca Turilli — Prophet of the Last Eclipse (2002); вокаліст
- Mob Rules — Hallowed Be Thy Name (2002); вокаліст
- Shaman — Ritual (2002), Reason (2005); вокаліст, редактор текстів
- Virgo — Virgo (2001); вокаліст, редактор текстів
- Sebastien — Tears Of White Roses (2010); вокаліст
- Serenity — Death & Legacy (2011); вокаліст
- DesDemon — Through the Gates (2011); вокал «Into Shadow»
- MaYaN — «Quarterpast» (2011); автор текстів, вокал «Symphony of Aggression»
- Soulspell Metal Opera — «Hollow's Gathering» (2012); вокал на «To Crawl or to Fly» і «A Whisper Inside»
- PelleK — Bag of Tricks (2012); вокал «Send My Message Home»
- Amadeus Awad's EON — The Book Of Gates (2013); вокаліст